# Kinschbach
Der Kinschbach, im Oberlauf Gröbenbach und Gröbengraben, ist ein rechter Zufluss der Ammer im oberbayerischen Landkreis Weilheim-Schongau.

## Geographie
Der Kinschbach entsteht im Gröbengraben im Süden des Kerschlacher Forstes im Landkreis Starnberg, durchfließt das Naturdenkmal Filzweiher und ändert seinen Namen bei Diemendorf zu Kinschbach. Von dort fließt er teilweise mäandernd weitgehend westwärts bis zu Mündung von rechts in die Ammer im Gemeindegebiet von Pähl.